# Koń kuzniecki
Koń kuzniecki – hodowany w rejonie Kuźniecka (Syberia), między rzekami Ob i Tym.

## Pokrój
Głowa zwykle duża, z długimi uszami. Prosta szyja średniej długości. Długie, nieco strome łopatki. Kłąb dobrze uwydatniony, długi. Kłoda głęboka, zwykle dostatecznie szeroka. Zad krótki, silnie ścięty, o muskulaturze słabej lub średniej. Ogon nisko osadzony. Silne kończyny o mocnych stawach często wykazują wady postawy. Kopyta dobre. Niewielkie szczotki pęcinowe. Solidny kościec. Chody wytrwałe, dobre zdolności do kłusu. Wysokość w kłębie 150-155 cm.

## Umaszczenie
Umaszczenie zwykle gniade i kare z małą ilością odmian.

## Historia
O ile większość nowoczesnych ras koni byłego Związku Radzieckiego utworzono po rewolucji październikowej, o tyle początki rasy koni kuznieckich sięgają XIX wieku. W owym czasie konie stepowe Niziny Zachodniosyberyjskiej krzyżowano z kłusakami, anglonormandami, brabantami i lekkimi końmi zimnokrwistymi. Otrzymano mocne, wszechstronne użytkowe konie robocze, przydatne także pod siodło. Selekcja uczyniła je popularnymi końmi wojskowymi. Rasa kuzniecka wymagała odbudowania po roku 1945, toteż utworzono kilka nowych stadnin. Wskutek zastosowania, selekcjonowanych na podstawie pokroju, ogierów z innych, wschodnich rejonów byłego ZSRR liczebność pogłowia wzrosła, ale pod względem typu stało się ono niejednolite.